# 阿里·阿萨多夫
阿里·伊达亚特奥卢·阿萨多夫（1956年11月30日—），阿塞拜疆政治人物，现任阿塞拜疆总理。

## 早年

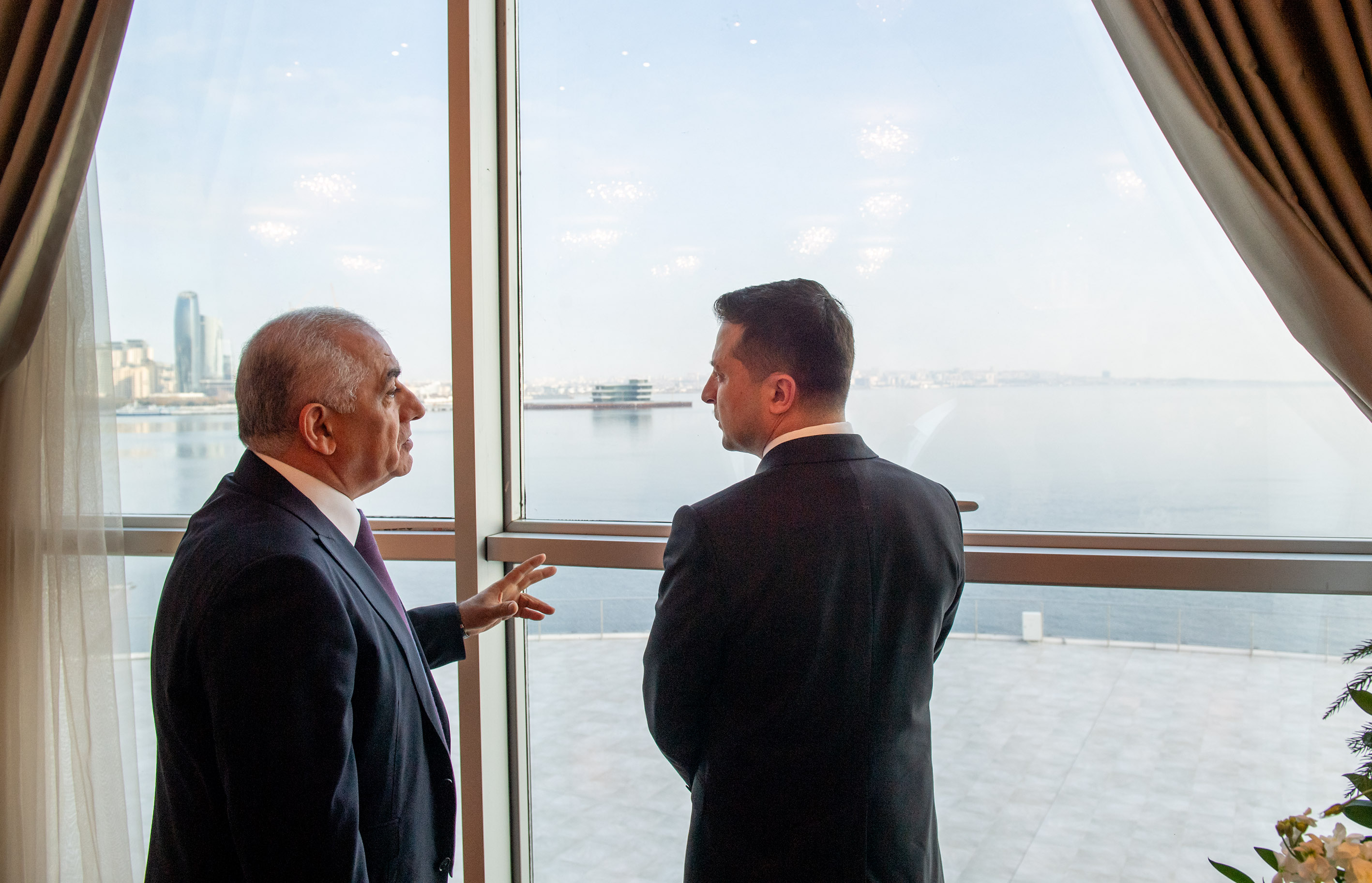
阿萨多夫与弗拉基米尔·泽连斯基。

阿里·阿萨多夫，1956年11月30日生于纳希切万自治共和国。1974年毕业于巴库第134中学，随后就读莫斯科俄罗斯普列汉诺夫经济大学，1978年毕业。1978年到1980年参军。
1980年起担任阿塞拜疆国家科学院经济研究所首席实验室助理，1981年到1984年继续到苏联科学院经济研究所攻读硕士。
1989年到1995年担任巴库社交管理与政治学院系主任兼副教授。
1995年11月12日，第一届阿塞拜疆议会选举，阿萨多夫成功依当选，于1995年到2000年代表新阿塞拜疆党比例代表委员。
1998年4月17日，获阿塞拜疆总统提名为经济事务助理。2012年11月30日，总统伊利哈姆·阿利耶夫签署命令，阿萨多夫获任命为总统办公室副主任，2017年担任阿塞拜疆总统经济事务助理。阿萨多夫是阿利耶夫的亲密盟友。2019年10月，诺夫鲁兹·马马多夫辞职后，阿萨多夫以105比0的比数担任总理。